# El sentido del oído
La obra El sentido del oído es un cuadro de Jan Brueghel el Viejo y Peter Paul Rubens, pintado hacia 1618, perteneciente a una serie de cinco obras: Los cinco sentidos. Esta pintura al óleo es una alegoría del oído y representa una gran variedad de la obra de Peter Paul Rubens y de su taller. El cuadro pertenece al Museo del Prado de Madrid.

## La obra
Se trata de un óleo sobre tabla de 65 x 107 cm. Pintada en 1618 bajo el mecenazgo de Alberto de Austria e Isabel Clara Eugenia. Posteriormente la serie fue propiedad del duque Wolfgang Guillermo del Palatinado-Neoburgo. En el año 1634 estuvo en poder del Cardenal Infante que la regaló al duque de Medina de las Torres y este la ofreció como presente al monarca español Felipe IV. Fue salvada del incendio del Alcázar en 1734 y posteriormente, según los inventarios de 1747 y 1772, se repartió entre el Palacio del Buen Retiro y el Palacio Nuevo. Actualmente podemos contemplarla en el Museo del Prado.
El cuadro, y la serie en sí, son una alegoría de las nuevas situaciones políticas, económicas y morales, con una rica burguesía, un aperturismo moral y un antropocentrismo más que evidentes en la literatura o las artes del momento. Todos los elementos mitológicos hacen referencia a la música y a la palabra, tratando de unificar la serie mediante los mismos fondos urbanos y palaciegos (basados en residencias de los archiduques) y más aún en la Venus, semidesnuda, constante en todo los cuadros como símbolo del erotismo y el éxtasis.
En los aspectos simbólicos destaca la confrontación entre música popular y música culta, representada en el grupo instrumental del fondo a la izquierda (música popular, tocada casi de forma improvisada y amateur) frente a las partituras que encontramos en primer plano sobre los atriles y desparramadas inteligentemente sobre el suelo. Estas se refieren a madrigales a seis voces, en su mayoría escritos por Peter Philips (contenidos en su segundo libro de madrigales) organista y compositor de los archiduques.
En cuanto a la mujer que tañe el laúd y que centra la composición, puede ser Venus, acompañada del amorcillo, que en algunos de los cuadros posee alas y en otros no. También puede tratarse de Euterpe, la musa de la música. La hipótesis de Venus se ve reforzada por la presencia de rifles, que además de emitir sonido, es un símbolo de la guerra, de Marte, que se enfrenta a la belleza y el amor, Venus, a la que siempre aparece ligado como su antítesis. La presencia del ciervo, es una alegoría directa al oído, dada la consideración que se tenía de este como el animal con mejor oído de todos, así como el gato a los pies de la Venus, acechante agazapado y agudizando precisamente su oído.
Los cuadros pintados así como la tapa del clavicordio (normalmente decoradas), hacen alusión también a la música y al sonido: El concierto de los Dioses, Orfeo dominando a las fieras con su música o El anuncio de los ángeles a los pastores.
El concierto de los Dioses representa a Zeus entronizado rodeado de las musas en el Olimpo. Mientras danzan y tocan instrumentos, cantaban gestas heroicas en banquetes, en el funeral de Ulises, o en las bodas de Tetis y Peleo o de Armonía y Cadmo.
En Orfeo dominando a las fieras con su música se hace referencia a que cuando Orfeo tocaba su lira, conseguía que los árboles, las piedras y las bestias le siguieran, incluso las bestias infernales se amansaban. El mito de Orfeo es ampliamente tratado en la música, especialmente en la ópera, desde Monteverdi a Offenbach pasando por Gluck.
En el caso del anuncio a los pastores, se alude a la palabra y la música (los ángeles portan las trompetas celestiales). Este momento ha sido reflejado en muchas ocasiones en la música como por ejemplo en el "Glory to God in the Highest" de El Mesías de Haendel.
La presencia de una amplia variedad de relojes (muchos de ellos de la variada colección de los archiduques), así como el anteriormente mencionado rifle, no son sino más ejemplos de objetos emisores de sonido, muchos de ellos aprovechados posteriormente por músicos como Leroy Anderson entre otros. En el caso de los pájaros, su bello canto es considerado música y sonido razones por las que se incluyen en el cuadro (recordemos que el propio Mozart en su Concierto para piano n.º 17 emplea una melodía que supuestamente silbaba un pájaro que tenía en su casa). 

## Catalogación de instrumentos
La variedad de instrumentos de época a los que se hace referencia merecen un análisis pormenorizado, en el que especialmente se hace hincapié en el instrumento en ese momento y no a las posibles evoluciones posteriores que llevaron a estos a ser instrumentos modernos y con unas características físicas y sonoras totalmente distintas a las del momento de ejecución de la obra pictórica.

### Instrumentos de tecla
Clave: Se trata de un instrumento capital durante los siglos XVII y XVIII, con un amplio repertorio dedicado a él. Desempeñaba la función de director de orquesta, acompañante de bajo continuo o de concertante. El clave consiste en una caja levantada sobre pies que toma la forma de un ala de pájaro y en cuya base se sitúa el teclado. Las cuerdas, metálicas o entorchadas, se enganchan sobre una plancha de madera maciza provista de clavijas para afinarlas, y además su tamaño va decreciendo según la altura del sonido que emite. Una pequeña punta de acero o el cañón de una pluma de cuervo, “araña” la cuerda al pulsarse la tecla, consiguiéndose distintos registros o timbres mediante el uso de los pedales. El clave que aparece en el cuadro, dada la época, debe tener 49 teclas con una extensión de cuatro octavas y media.
Gran órgano: De procedencia oriental, su origen se remonta al siglo III a. C., al llamado “hidraulos”. Los órganos podían ser portátiles, tal y como el que aparece en el cuadro, o fijos. Además todos y cada uno tienen un carácter exclusivo: no hay dos órganos iguales, ni externamente ni en dimensiones ni en sonoridad. Consta de un fuelle que suministra el aire, de un dispositivo conductor del aire a los tubos y de un sistema que transmite las órdenes del organista a la tubería, además de diversos elementos accesorios como la caja o la fachada. Permite distintos registros que emiten diversas sonoridades. Dispone de uno a cinco teclados manuales, un teclado de pedales, y una consola para conseguir determinados registros y efectos (tales como trémolos o tormentas), necesarios para la literatura musical del siglo XX.

### Instrumentos de cuerda

#### Cuerda frotada
Violas da braccio y da gamba: Nacen a principios del siglo XVI. Tenían cuatro cuerdas afinadas por quintas, diapasón uniforme, mástil sin trastes terminado en una voluta. Existen tres tipos de viola da braccio: La soprano, que se corresponde con la viola actual; la tenor, más grave; y la bajo que a partir de 1700 se corresponderá con el violonchelo actual.
Las violas son más largas y estrechas hacia el mástil. Poseen dos “oídos” que no se corresponden a las tradicionales “f” y seis o siete cuerdas. Las violas da gamba se tocan apoyándose sobre las piernas, de modo parecido a como se hace con el violonchelo.
Lira da braccio: Es similar a la viola moderna, algo más grande y con un diapasón en forma de corazón u hoja. Poseen siete cuerdas, dos de ellas ejercen la función de bordones. Se utiliza para acompañar cantos o recitaciones.

#### Cuerda pulsada
Laúd: Se han difundido por todo el mundo y están presentes en casi todas las culturas. Su origen se remonta a oriente desde donde pasó a occidente por al-Ándalus. Consiste en un mástil con cuerdas tensadas hasta la caja de resonancia. Dependiendo del tamaño del mástil pueden considerarse de mástil corto o largo. Suele tener trastes. La caja de resonancia se construye con diversas costillas de madera o marfil. En el centro encontramos un rosetón a modo de abertura. El mástil se doblaba en ángulo recto, donde se sitúan los trastes y cuatro o cinco cuerdas de tripa. Existieron tipos de laúd como el archilaúd, la tiorba o el chitarrone.
Arpa: Es un instrumento de cuerda pulsada que se diferencia de las liras por su forma triangular y sus cuerdas decrecientes. El arpa europea actual es el arpa de concierto. Tiene siete pedales, uno para cada uno de los grados de la escala. Las cuerdas y sus clavijas se enganchan a lo largo de la tapa armónica. Los pedales tienen unas muescas que permiten, al accionarlos, cambiar de semitono (en un bemol, un becuadro o un sostenido). Suelen tener cuarenta y seis cuerdas. Del arpa del cuadro, debido a la época en que fue pintado, podemos deducir que tiene dos o tres filas de cuerdas, un total de veintinueve y podrían cambiar la altura del sonido mediante un gancho especial

### Instrumentos de viento

#### Viento madera
Chirimía: Es un instrumento de viento con lengüeta doble y sección cónica, antepasado directo del oboe.
Flautas dulces: También llamadas de pico o recorders. Existen ocho tipos de flautas (según Praetorious) o cinco (según la tradición inglesa). Tienen una embocadura en forma de pico abierto con una hendidura que dirige el aire contra un bisel. Este sistema no permite modificar el carácter del sonido, todo lo contrario que la flauta travesera. Posee generalmente ocho agujeros. Dada su facilidad de aprendizaje, se ha usado constantemente en la enseñanza musical infantil.

#### Viento metal
Cornetto: Instrumento de difícil clasificación, pues tiene boquilla como las trompetas o trompas, pero agujeros como una flauta.
Durante todo el Renacimiento y principios del Barroco fue un instrumento altamente apreciado. Hasta 1640-50 rivalizó con el violín como instrumento solista.
En el cuadro aparecen:
- Dos ejemplares de cornetto alto. Uno es curvo hacia la derecha y forrado de cuero negro (el tipo más común). El otro es recto y de madera clara (no confundir con el cornetto muto, también recto, pero con la boquilla directamente tallada en el propio instrumento)
- Un ejemplar de cornetto tenor (con forma de s). También muy común en la época.

Sacabuche: Ancestro del actual trombón, y descendiente de la tromba da tirarsi. Consta de una vara telescópica y un tubo de peltre o latón con una parte móvil que entra en la otra. Se escucha el sonido en un pabellón parecido al de la trompeta. Tienen siete posibles posiciones que permiten los cromatismos.
Trompetas: En el cuadro, el autor pretende reflejar una trompeta natural, parecida en forma a la actual, pero sin pistones y que sólo podía emitir los armónicos del sonido fundamental gracias a variaciones en la presión del aire insuflado y en los labios del ejecutante. Es de sonido claro y penetrante, idónea para interpretaciones al aire libre. A menudo tocaban en conjunto, formando auténticas fanfarrias.
Trompas o cuernos de caza: vemos trompas de tres vueltas y cuernos de caza (como el olifante). En las óperas de este momento la trompa aparece para evocar siempre actividades cinegéticas (como en obras de Cavalli o Lully). La trompa de caza es francesa, con un tubo enroscado. Hasta el siglo XVIII gracias a Hampel, no se descubre que introduciendo la mano en el pabellón, el sonido podía variar de altura, y hasta 1813 no se idea un sistema de válvulas como el actual.

### Instrumentos de percusión y otros
Tambor: Utilizado tradicionalmente como instrumento en la música militar, el tambor, tiene una caja cilíndrica de cobre o de madera con dos membranas. Las membranas, denominadas parche, en la época eran de piel de carnero. La de abajo se utiliza para tensarla y “afinar” el sonido, mientras sobre el parche superior se golpea mediante unas baquetas.
Campanas: Es de percusión periférica, con una acentuada concavidad que vibra al ser golpeada internamente o externamente. Se distinguen dos tipos de campanas: de badajo interno (según el modelo del cuadro y de las iglesias), y externo (siendo este último un modelo más raro de encontrar). Pueden disponer de uno o varios badajos, y se construyen en bronce o determinadas aleaciones.
Otros instrumentos u objetos emisores de sonido que aparecen en el cuadro son: Pájaros cantores, rifles, relojes y relacionados con la música los atriles con partituras.